# برنارد لنه
برنارد لنه (هلندی: Bernard Leene; ۱۴ فوریهٔ ۱۹۰۳ – ۲۴ نوامبر ۱۹۸۸) دوچرخه‌سوار اهل هلند بود.
وی در مسابقات کشوری و بین‌المللی در مجموع برندهٔ ۱ مدال طلا، ۱ مدال نقره شده‌است.